# 에어로빅

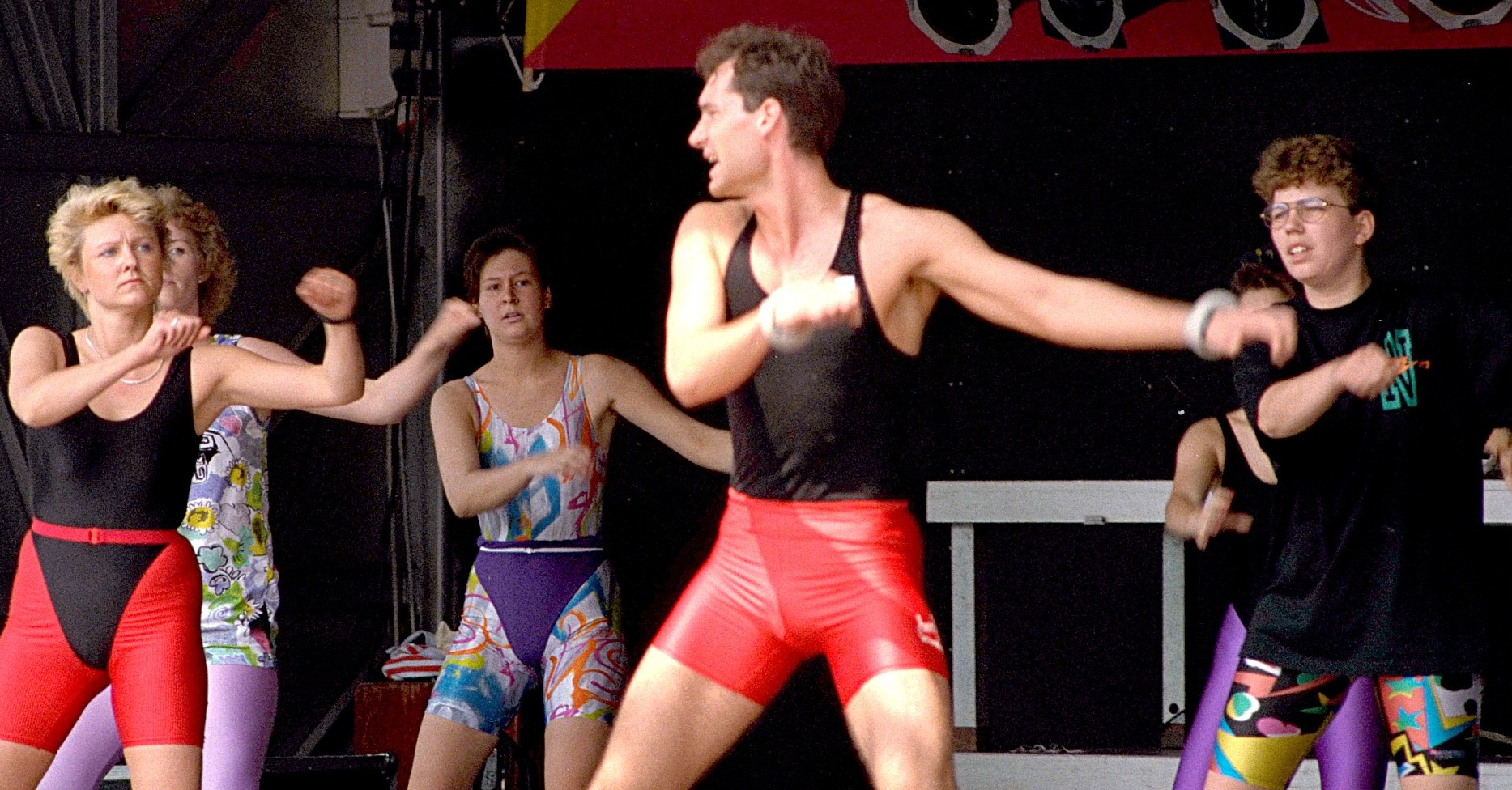

에어로빅스(aerobics)는 댄스 형식의 유산소 운동이다. 단순히 에어로빅(aerobic)이라고 불린다.

## 개요
에어로빅 운동은 케네스 쿠퍼(Kenneth H. Cooper)의 에어로빅 이론을 기초로 재키 소렌슨(Jacki Sorensen)이 개발했다. 1980년대에 널리 확산되었다. 당초에는 단순히 달리거나 뛰는 동작(하이 임펙트라고 불린다.)을 이용해 운동했지만 이로 인해 피로 골절 등 부상이 빈번하게 발생하자 이에 대한 피드백을 취합해 하이 임펙트를 되도록 줄이는 방법을 창안하게 된다. 이로 인해 충격이 적은 동작들이 많이 개발되었다. STEP 운동이 대표적이다.
특별한 기구 없이 간편하게 할 수 있어 세계에서 널리 행해지고 있는 운동이다. 대회도 존재하며 공식 대회복장은 남자의 경우 아마추어 레슬링과 복장이 동일하며 여자의 경우 레오타드와 팬티스타킹을 착용한다.

## 같이 보기
- 피트니스클럽(헬스클럽)